# Felipe Camiroaga
Felipe Humberto Camiroaga Fernández (Santiago, 8 de octubre de 1966-isla Robinson Crusoe, 2 de septiembre de 2011) fue un comunicador, actor, comediante y presentador chileno, uno de los más reconocidos de la televisión de su país.
Camiroaga participó en múltiples programas de Televisión Nacional de Chile, destacando el matinal Buenos días a todos y el programa de entrevistas Animal nocturno. También incursionó como actor de las telenovelas Rojo y miel y Jaque mate, además de participar en dos películas nacionales, y ser creador de personajes cómicos como el Washington y Luciano Bello.
Condujo el Festival Internacional de la Canción de Viña del Mar en sus ediciones de 2009 y 2010, ambas junto con la periodista Soledad Onetto. Fue apodado como el «Halcón de Chicureo» por ser criador de ese animal en su residencia ubicada en esa zona rural al norte de la capital chilena.
Un accidente aéreo acabó con su vida y la de veinte personas más al caer en mar abierto frente al archipiélago Juan Fernández, el 2 de septiembre de 2011.

## Biografía

### Primeros años y estudios
Nacido en Santiago, hijo de Jorge Camiroaga Puch y María de la Luz Fernández Stemann, segundo de tres hermanos. El matrimonio se separó cuando Felipe tenía cuatro años. Desde ese momento viven con su madre mientras ella trabaja como secretaria del Ministro de Economía de Allende. Cuando Felipe tiene nueve años, su madre deja Chile para radicarse en Canarias, España, dejando a sus hijos con el padre. En Canarias, Fernández se casó con el chileno Francisco Bontempi, con quien tuvo tres hijos, entre ellos la actriz española Paola Bontempi. Camiroaga tenía ascendencia vasca, alemana y peruana, ya que su abuela paterna Irene Puch de Olazábal había nacido en Arequipa. Su abuelo paterno era el coronel de Carabineros Humberto Camiroaga, quien fue director de la Escuela de Carabineros de Chile.
Durante su infancia fue visitante asiduo de lugares rurales como Villa Alegre —donde vivía su tía Lavinia «Mirna» Camiroaga— y la isla Robinson Crusoe, que marcarían su gusto por los animales y el campo. En 1981, mientras pasaba sus vacaciones en el archipiélago Juan Fernández, Camiroaga (con solo catorce años) tuvo un primer acercamiento a la televisión cuando se ofreció a ser asistente de cámara aprendiz a un equipo de Televisión Nacional de Chile que se encontraba en el lugar. En mayo de 2011, fue nombrado «Hijo Ilustre» de Villa Alegre.
Realizó sus estudios primarios en el Colegio San Ignacio El Bosque y secundarios en el colegio Marshall. En 1987, completó estudios de producción y dirección de televisión en el instituto Incacea. También tuvo estudios incompletos de periodismo en la Universidad Las Condes y de teatro en la academia de Fernando González Mardones.

### Carrera televisiva

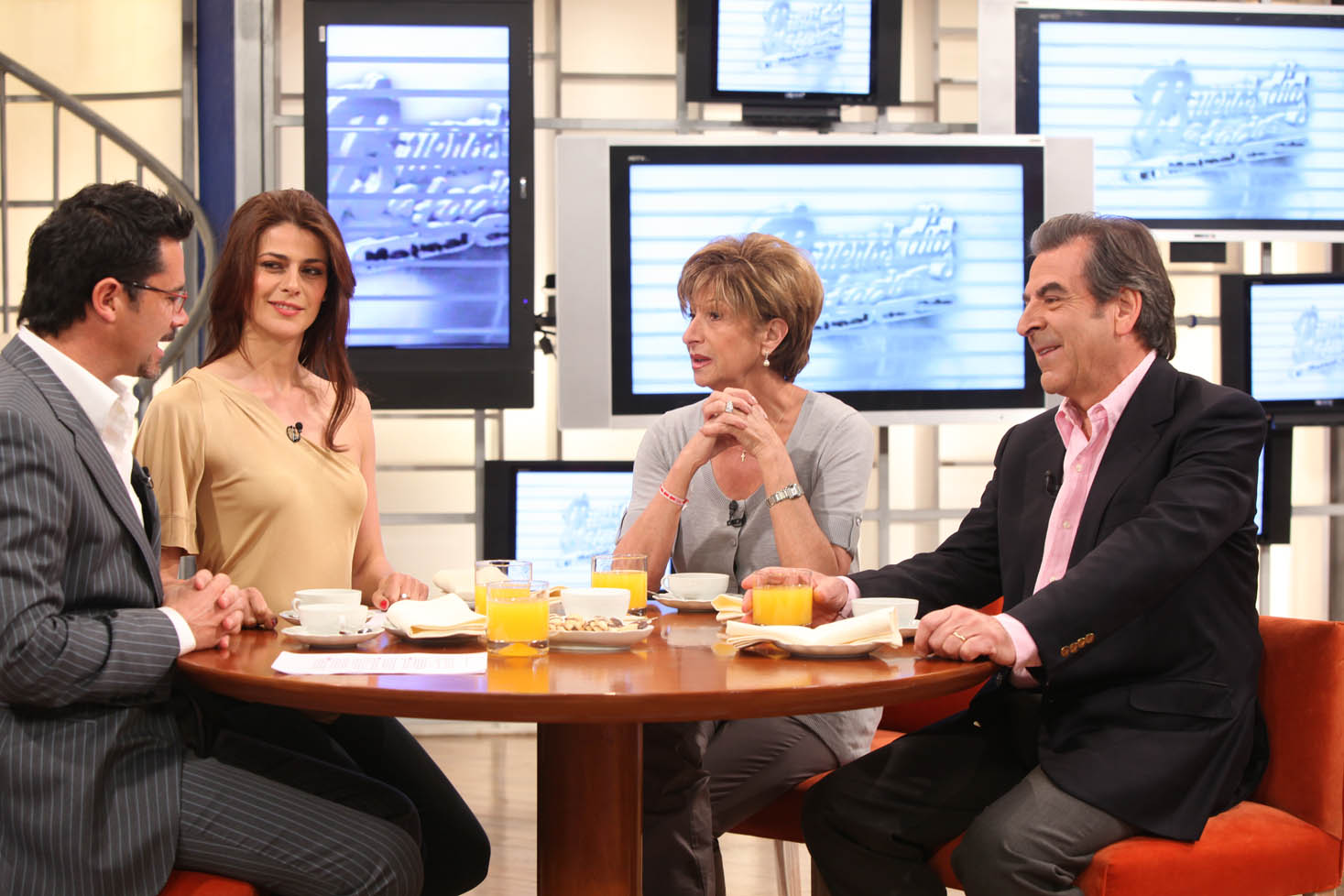
Camiroaga (a la izquierda) en Buenos días a todos en 2009, junto a Tonka Tomicic, Marta Larraechea y Eduardo Frei Ruiz-Tagle.

En 1988 se inició profesionalmente en televisión como asistente de cámara en prensa y posteriormente integró el área de producción de Universidad de Chile Televisión (actualmente Chilevisión). Sin embargo, rápidamente pasó a pantalla, primero en el programa musical Videotop —anteriormente conducido por Pablo Aguilera y Justus Liebig— y posteriormente en Extra jóvenes, el programa juvenil de RTU, donde coanimó con Katherine Salosny, y posteriormente con Claudia Conserva. En 1991 condujo con Claudia Di Girolamo, la ceremonia de presentación de los Premios APES.
En 1992 fue contratado por Televisión Nacional de Chile (TVN), para coanimar Buenos días a todos con Tati Penna, matinal que se estrenó el 9 de marzo de ese año; sin embargo, solo pasaron seis meses para que fueran reemplazados por Margot Kahl y Jorge Hevia. Al año siguiente, Camiroaga junto a Kahl, Di Girólamo y Bastián Bodenhofer coanimaron la nómina de la competencia internacional y la folclórica de XXXIV Festival Internacional de la Canción de Viña del Mar. Posteriormente hizo una breve carrera actoral en telenovelas de la estación, debutando en Jaque mate y luego como antagonista de Rojo y miel. A pesar de haber sido asesorado por la actriz Anita Reeves, Camiroaga no recibió buenas críticas respecto de su desempeño actoral. En esa época, fue parte de las carreras de Jeep Fun Race.

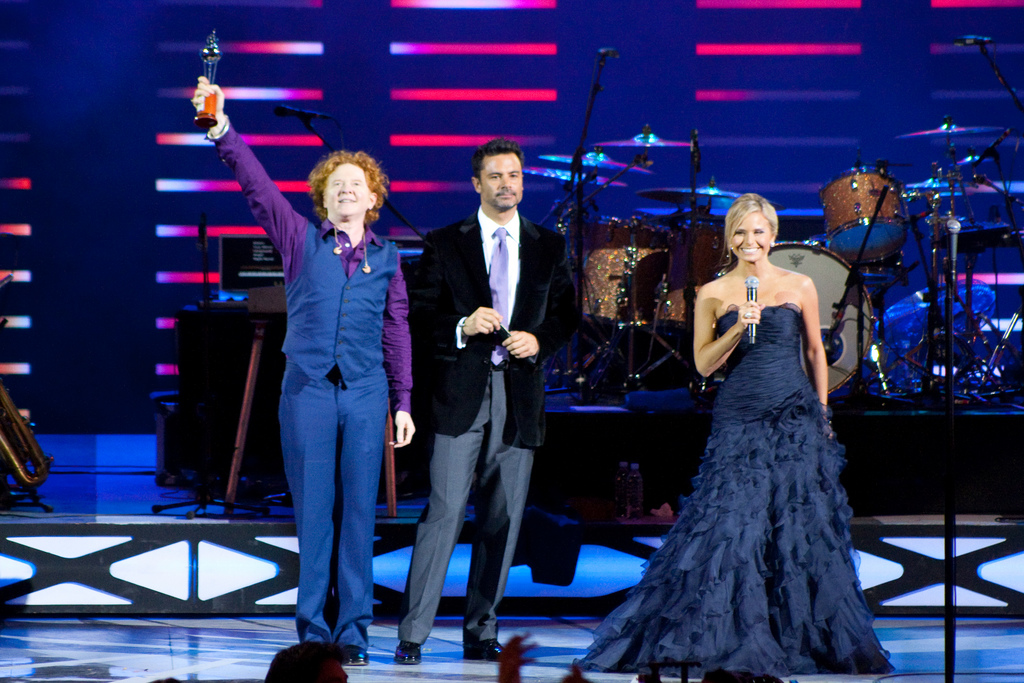
Camiroaga (al centro) junto a Soledad Onetto premiando a Mick Hucknall en el Festival de Viña 2009.

Paralelamente realizó algunos programas que fueron un total fracaso en sintonía como La gran apuesta y El chapuzón, y otros que tuvieron resultados dispares como Motín a bordo y Contigo en verano. Sin embargo, hacia finales de la década de 1990 logró éxitos con el estelar La noche del Mundial, emitido durante la Copa Mundial de Fútbol de 1998, y Pase lo que pase, un misceláneo vespertino que coanimó junto a Karen Doggenweiler.
Durante la década de 2000 condujo programas estelares como Con mucho cariño y Ciudad gótica —ambos sacados del aire por contenidos polémicos— y el reality show Pelotón en sus dos primeras temporadas. En 2004 coanimó Pasiones junto a Bárbara Rebolledo, pero a finales de ese año dejó el programa y fue reemplazado por Martín Cárcamo. En 2005 Camiroaga volvió a Buenos días a todos, con la coanimación de Tonka Tomicic, quien sería reemplazada posteriormente por Katherine Salosny y Carolina de Moras. La sustitución de Salosny por de Moras en noviembre de 2010 no fue bien recibida por el público, y los medios de farándula señalaron a Camiroaga como el principal responsable, haciendo que un grupo de personas lo pifiara cuando fue a recibir el Premio Copihue de Oro al «Mejor animador» en el Teatro Caupolicán en diciembre de ese año.
En 2006 estrenó su propio programa de conversaciones, Animal nocturno. En febrero de 2009 y 2010 Camiroaga condujo —junto a la periodista Soledad Onetto— el Festival Internacional de la Canción de Viña del Mar. En 2010 coanimó Halcón y Camaleón junto al comediante Stefan Kramer. Ese mismo año recibió una oferta de Univision para presentar un matinal en esa cadena estadounidense, pero finalmente la rechazó, renovando contrato con TVN por tres años.

#### Personajes
Camiroaga demostró ser bastante versátil en sus programas de televisión, donde creó personajes como «El Washington», un hombre de origen humilde que vive de las sobras de la calle. Fue creado en Buenos días a todos, y desarrollado posteriormente en Pase lo que pase, en donde se hizo muy conocido realizando sketchs junto a Karen Doggenweiler, como la «Señorita Andrea». Camiroaga tuvo un programa de radio llamado El almacén del Washington en Corazón FM, dedicado a la compraventa de diversos artículos.
Otro de los personajes más reconocidos de Camiroaga es «Luciano Bello», un presentador oriundo de Maracaibo, Venezuela, caracterizado por sus grandes dientes y coquetería con las mujeres, cuya frase típica era: «Eres rica e inteligente». Su nombre parodia al del venezolano Andrés Bello, y algunos de sus gestos imitan al cantante de igual nacionalidad José Luis Rodríguez (por ejemplo, el baile que hace con el estribillo de «El pavo real», «¡Chévere, chévere!»). Este personaje apareció en La noche del Mundial en 1998, donde recibió críticas del diputado Enrique Krauss, quien lo trató de «chabacano». «Luciano Bello» obtuvo el premio APES «al mejor personaje».

### Otros proyectos
Camiroaga además de haber sido actor en telenovelas, fue actor en teatro y cine. En 2000 participó en la obra teatral Venecia, dirigida por Boris Quercia, y protagonizada por Gabriela Medina, Carmen Barros, Tichi Lobos y Javiera Contador, realizando Camiroaga el único personaje masculino. En 2006 tuvo un rol secundario en la cinta Pretendiendo, dirigida por Claudio Dabed y protagonizada por Bárbara Mori. La noche anterior a su muerte, el 1 de septiembre de 2011, participó en las grabaciones de la película de comedia Stefan v/s Kramer junto al comediante Stefan Kramer y al presentador Martín Cárcamo. Al principio se planteó la posibilidad de sacar la escena, pero finalmente el propio Kramer aseguró que esta escena se mantendría en la película.
En 2001 el programa Pase lo que pase lanzó el disco La banda del Pase lo que pase, en el que Camiroaga incursionó como cantante. El álbum, producido por Warner Music, logró disco de oro en Chile.
También fue rostro publicitario de las multitiendas Falabella y Ripley. Con esta última tenía contrato al momento de su muerte, tras lo cual la empresa retiró toda la publicidad en que aparecía Camiroaga.

## Muerte

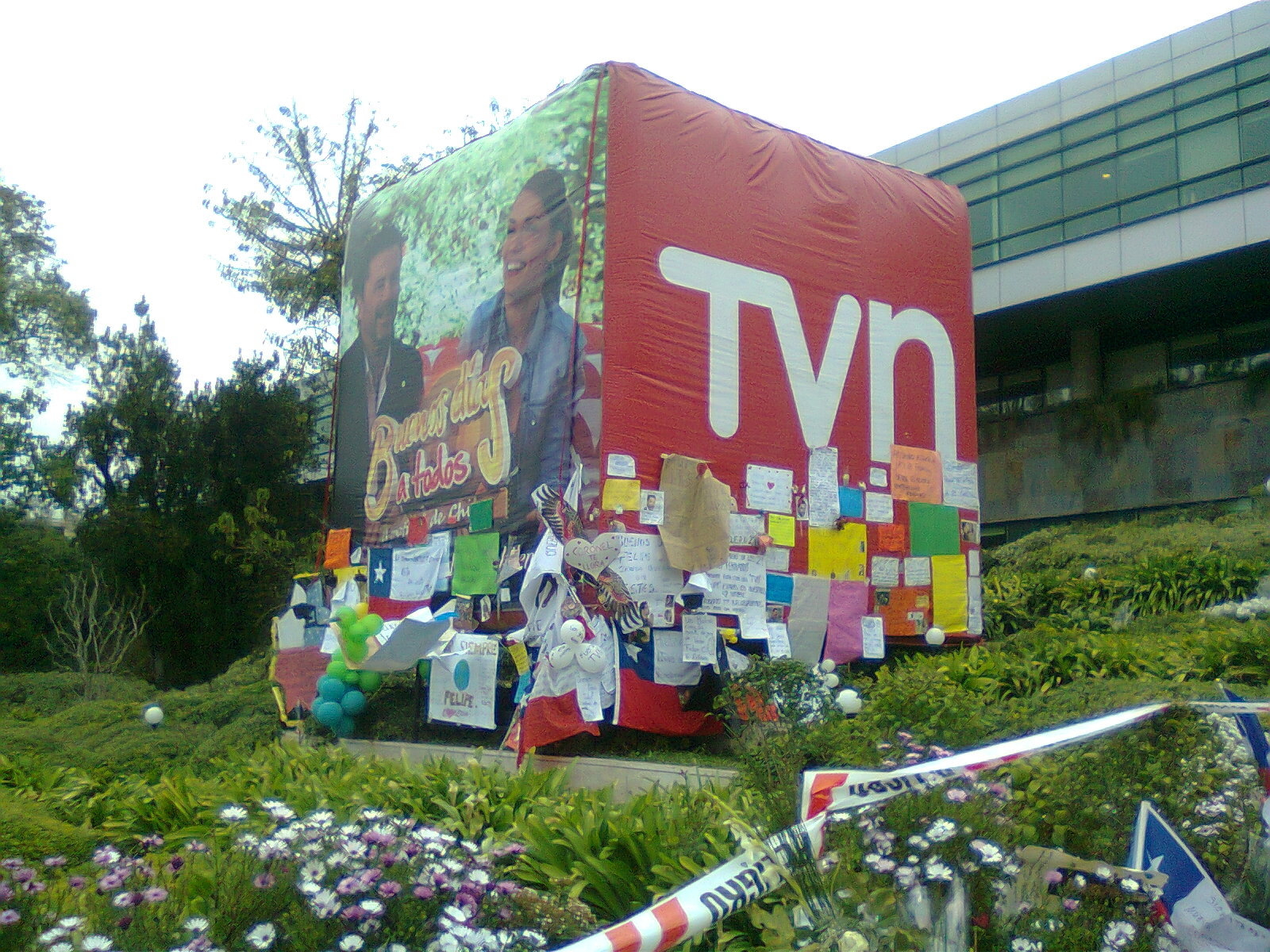
El globo publicitario en el jardín de TVN fue adornado por el público con letreros, banderas y globos después del accidente aéreo en que desaparecieron Felipe Camiroaga y otras veinte personas en el archipiélago Juan Fernández.

El 2 de septiembre de 2011, Camiroaga viajaba junto a un equipo de Buenos días a todos, personal de «Desafío Levantemos Chile» y del Consejo Nacional de la Cultura y las Artes a la isla Robinson Crusoe, en el archipiélago Juan Fernández, cuando el CASA C-212 Aviocar de la Fuerza Aérea de Chile (FACh) que los trasladaba sufrió un accidente aéreo, cayó y se desintegró en el océano Pacífico, frente al sector de la pista de aterrizaje del Aeródromo Robinson Crusoe. La aeronave era pilotada por el teniente Juan Pablo Mallea y por la teniente Carolina Fernández, una de las primeras mujeres pilotos de la FACH. Otros pasajeros del avión eran el periodista Roberto Bruce —también parte de Buenos días a todos— y el empresario Felipe Cubillos.
El 3 de septiembre, el ministro de Defensa Andrés Allamand declaró que no era probable que hubiera sobrevivientes del accidente. Al día siguiente, el presidente Sebastián Piñera decretó duelo nacional los días 5 y 6 de septiembre. El 9 de septiembre, el ministro Secretario General de Gobierno Andrés Chadwick anunció la identificación de los restos de Camiroaga, junto con los de Cubillos y otros tres tripulantes del avión siniestrado.
El 12 de septiembre sus restos fueron cremados en una ceremonia íntima, y al día siguiente se realizó un responso fúnebre en la sede de TVN. Una vez finalizado el responso —en el que asistieron quinientas personas invitadas por la familia y por el canal público—, el ánfora con las cenizas del presentador se trasladó en un coche fúnebre, seguido por sus familiares y bajo una escolta policial. Una multitud de alrededor de 5000 personas acompañó a la carroza desde el Barrio Bellavista hasta la Pérgola de las Flores, en Recoleta. Posteriormente a ello, sus restos fueron trasladados al Cementerio Parque del Recuerdo, donde se hizo una ceremonia privada con los familiares y amigos cercanos de Camiroaga. El 16 de noviembre de ese año sus cenizas fueron trasladadas al Lugar de Los Hombres Ilustres del cementerio parroquial de Villa Alegre.

### Homenajes póstumos y reacciones
Desde que se hizo público el accidente en que falleció Camiroaga, cientos de personas acudieron al frontis de la casa central de Televisión Nacional de Chile (TVN), en la comuna de Providencia, para demostrar su cariño y afecto al animador, al equipo de Buenos días a todos, y a los demás pasajeros del avión. Dichas muestras de apoyo también fueron replicadas en las sedes regionales de la televisora estatal, donde se dispusieron libros de condolencias para el público.

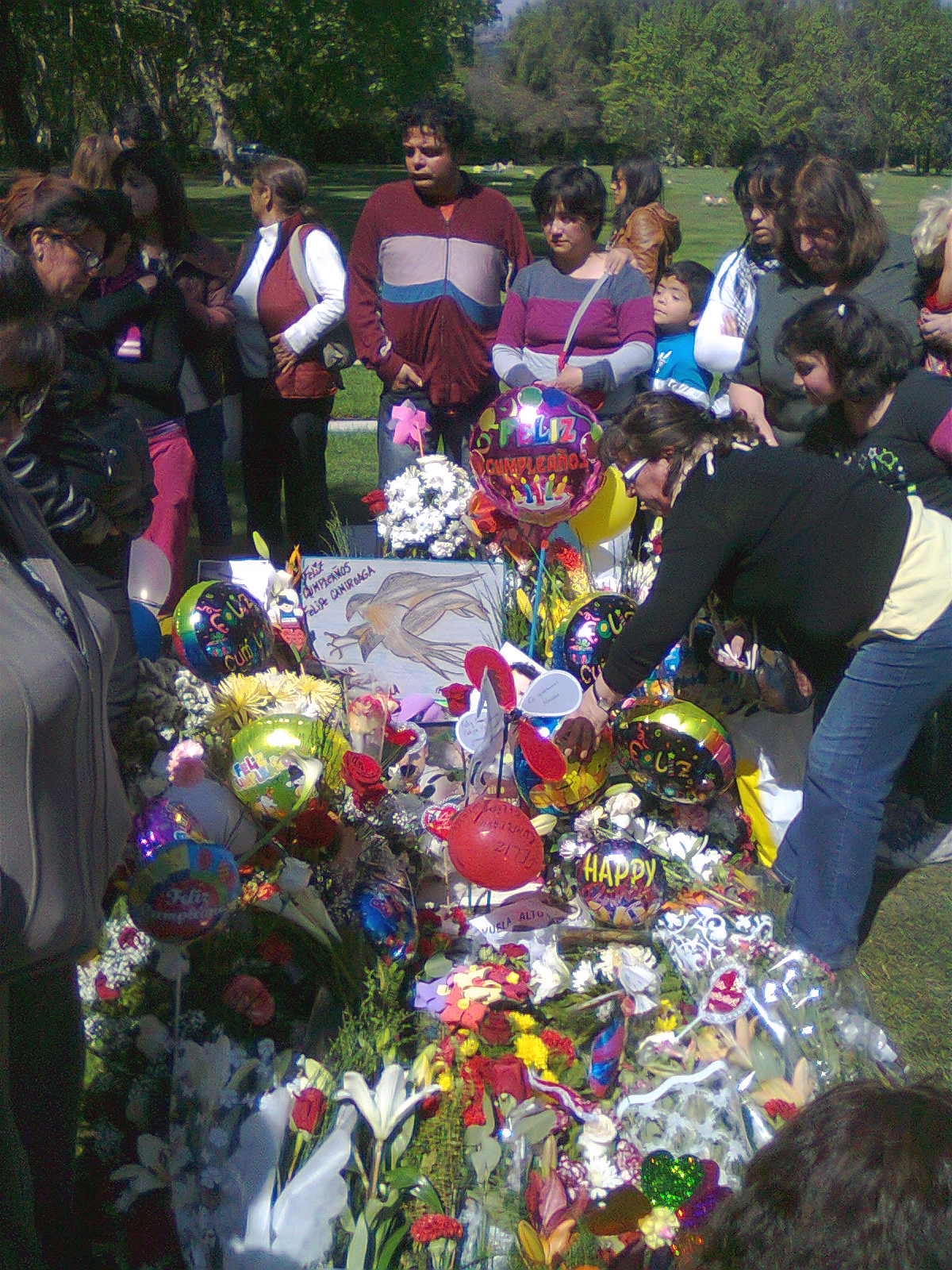
El 8 de octubre de 2011, admiradores de Camiroaga acudieron a su sepultura en el cementerio Parque del Recuerdo, en Huechuraba, para conmemorar el que hubiera sido su 45.º cumpleaños.

En la edición del matinal del 5 de septiembre —el primero tras la muerte de Camiroaga— Julián Elfenbein, Carolina de Moras, Jorge Hevia y Karen Doggenweiler, junto a gente emblemática del matinal, amigos, figuras del canal y de otros canales —incluso competidores en su horario— se unieron para rendirle un homenaje en su programa la semana siguiente al accidente. Su amigo, el director de televisión Daniel Sagüés, comentó que una vez Felipe le dijo que quería que para su funeral pusieran la canción «Ángel para un final» de Silvio Rodríguez. El cantautor cubano ese mismo día se enteró de aquello y comentó en su blog que sería un «alto honor» para él que pusieran su canción en el funeral de Camiroaga.
Otras figuras internacionales como Lucero, Yuri, Ricardo Montaner, Alejandro Sanz, Ricky Martin, Luis Fonsi, entre otros, también expresaron su consternación y tristeza por el fallecimiento de Camiroaga, a través de sus cuentas en las redes sociales como Facebook, Twitter y YouTube. El orador motivacional australiano Nick Vujicic —quien estaba de visita en Chile y fue invitado a Buenos días a todos horas antes del fallecimiento de Camiroaga— declaró sentir «honor por ser el último entrevistado» del animador. El accidente también recibió cobertura por la prensa internacional, destacando siempre a Camiroaga, por medios como BBC News y Al Jazeera.

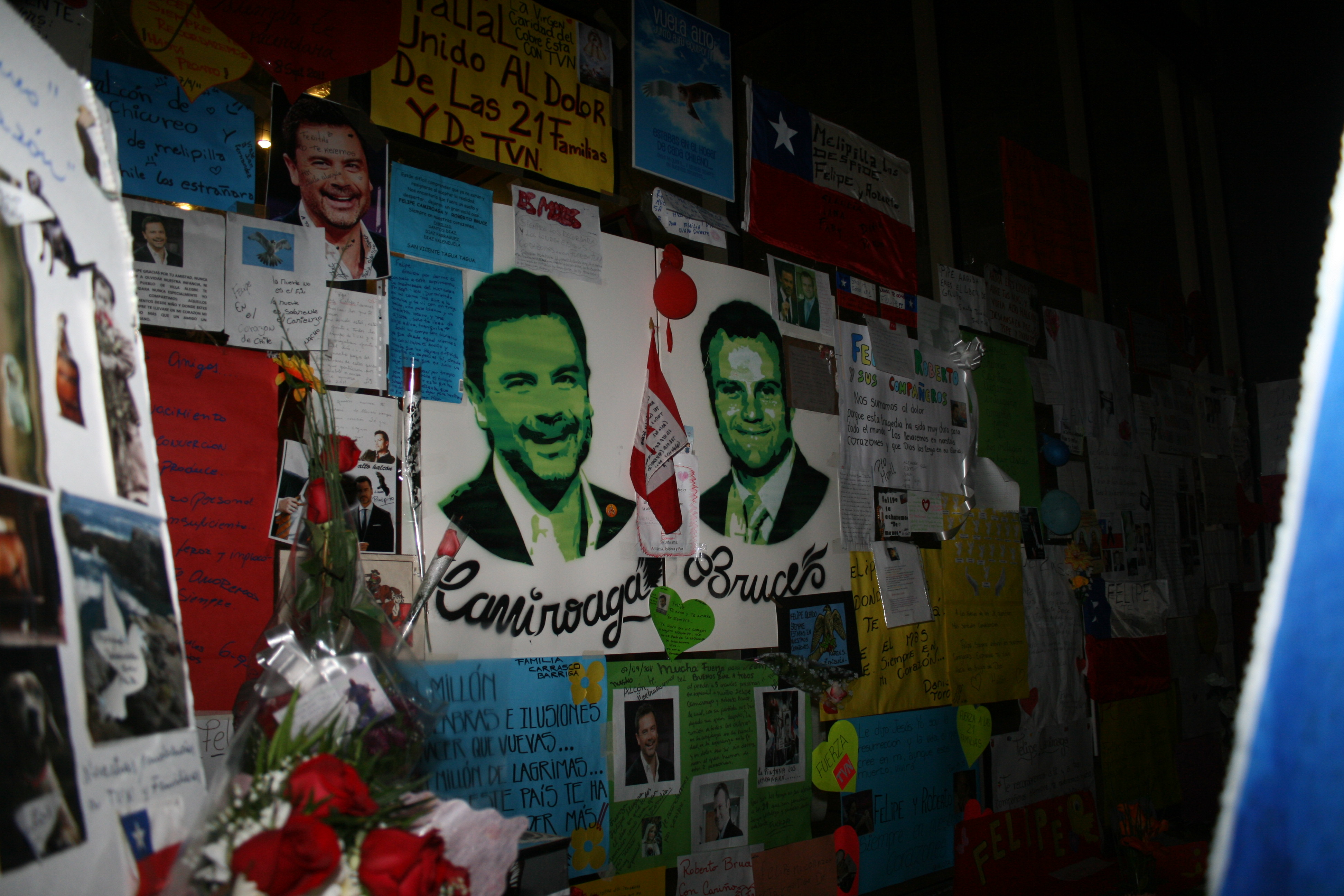
Velatón de Felipe Camiroaga en TVN, 2011.

TVN decidió bautizar con su nombre al estudio desde donde se transmitía Buenos días a todos, además de mantener libre el estacionamiento del presentador como una forma de recordarlo. A su vez, la Fundación Teletón realizó un homenaje especial a Camiroaga y los 20 pasajeros del Casa 212 en la apertura en el Teatro Teletón y en la clausura en el Estadio Nacional de la edición 2011 de la campaña solidaria. En su calidad de animador del Festival de Viña del Mar, Camiroaga recibió un breve homenaje —junto con otros presentadores del certamen— en la obertura del Festival de Viña del Mar de 2012, junto a la interpretación de «El tiempo en las bastillas» de Fernando Ubiergo.
Camiroaga fue nombrado póstumamente «Hijo Ilustre» de la comuna de Colina —donde se ubica la localidad de Chicureo, lugar de residencia de Camiroaga— y en Villa Alegre se le homenajeó siendo enterradas su cenizas en el «Sector de los Hombres Ilustres» del cementerio de la comuna, y se abrió un espacio dedicado al animador en el museo de la ciudad. El 26 de septiembre de 2011 el Consejo Nacional de Televisión de Chile (CNTV) otorgó de manera póstuma a Felipe Camiroaga el «Premio Especial de Comunicador Social».
A un mes de su muerte, un grupo de mujeres formaron el grupo «Las Halconas de Felipe Camiroaga» dedicado a homenajear al fallecido animador mediante obras sociales hechas en su nombre. En 2013 la agrupación obtuvo personalidad jurídica.

## Vida personal
Felipe Camiroaga, a pesar de los numerosos romances mediáticos que tuvo, nunca contrajo matrimonio ni tuvo hijos, y era considerado uno de los solteros más codiciados por la prensa rosa chilena.
Camiroaga se relacionó sentimentalmente con varias figuras de la televisión: Katherine Salosny, Angélica Castro, Karen Doggenweiler, Bárbara Rebolledo, Paz Bascuñán y Fernanda Hansen, con quien mantenía una relación al momento de su muerte. También fue vinculado a María Eugenia Larraín, Francini Amaral, Krishna Navas, entre otras. En 1992 tuvo un pequeño romance con la cantante y actriz mexicana Lucero, mientras eran jurados en el XXXIII Festival Internacional de la Canción de Viña del Mar, con quien posteriormente desarrolló una amistad.
En 2007 en Animal nocturno se declaró fan de Claudia Di Girolamo, actriz que admiraba desde La madrastra (1981). «En la telenovela Jaque mate, me tocó darme un beso con la mujer que más admiraba (Di Girolamo) y me tiritaba todo el cuerpo».
Camiroaga vivía en una parcela en la localidad de Chicureo, viviendo como un dueño de fundo al estilo de un huaso dedicado a la crianza de caballos, perros y aves. En febrero de 2011 su casa quedó totalmente destruida por un incendio. A pesar de que en primer momento se dijo que la causa del fuego habría sido por una falla eléctrica, posteriormente se barajó la tesis de un incendio intencional. Además era aficionado a la aviación, ya que en 1996 había realizado la instrucción de piloto, y a la práctica del polo.

## Pensamiento político

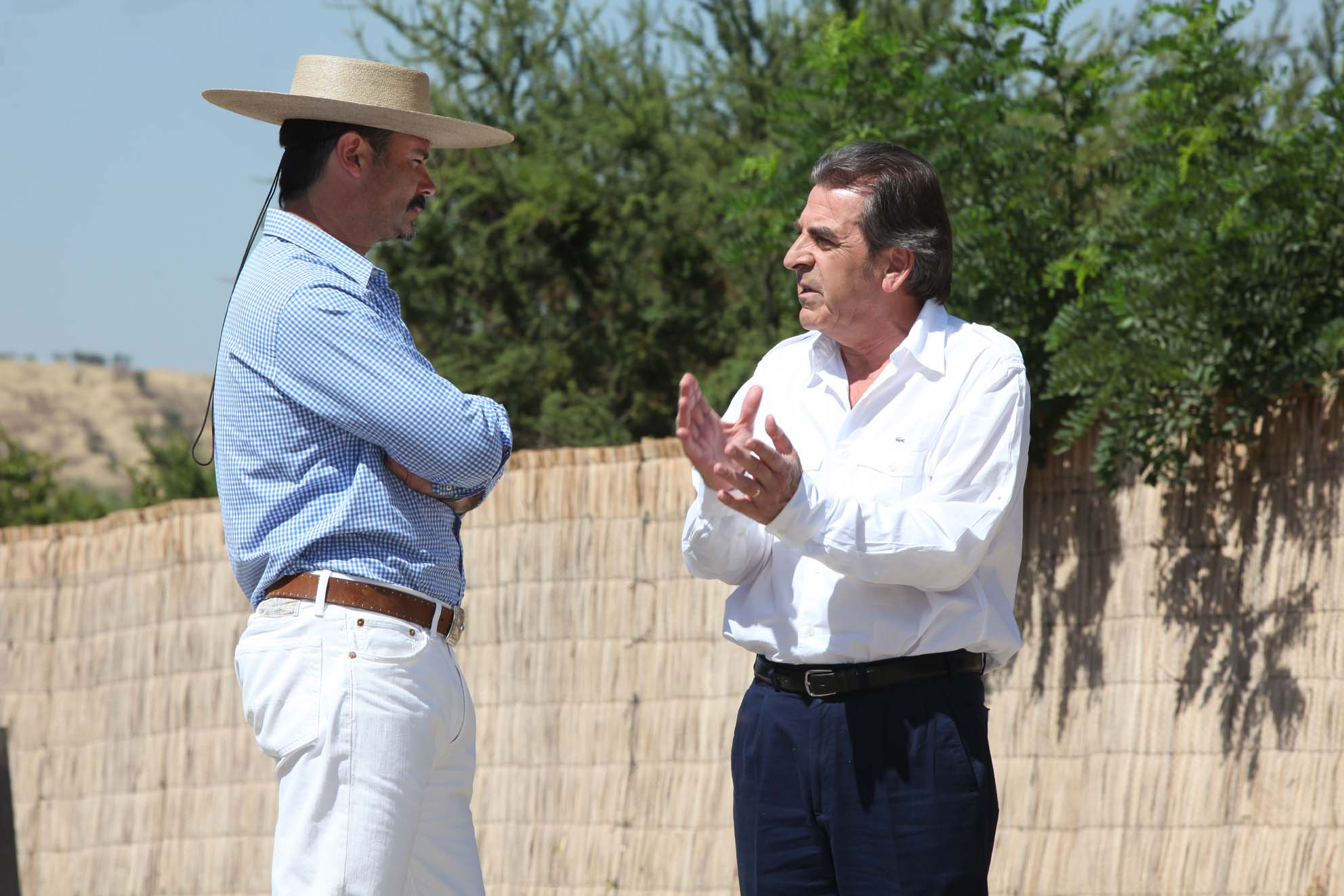
Camiroaga junto al candidato presidencial de la Concertación Eduardo Frei Ruiz-Tagle en enero de 2010.

En sus últimos años, Camiroaga demostró abiertamente sus preferencias políticas, algo no muy común en los presentadores de televisión chilenos.

Cuesta romper los paradigmas que ha tenido el medio en que me desenvuelvo, donde los animadores tenemos que ser transversales y neutros en algunos temas. Me provoca mucha sorpresa cuando nos hablan de ser líderes de opinión, pero resulta que los líderes de opinión no podemos hablar más que puras leseras y no acerca de los temas profundos que interesan al país. No es que me haya rebelado, pero siento que uno tiene que hacer un cambio de switch.
Felipe Camiroaga, noviembre de 2009.

A pesar de haber crecido en una familia de derecha adherente a la dictadura militar, desde la transición a la democracia Camiroaga fue simpatizante de la Concertación, coalición de centroizquierda; en 2008 se denominó «bacheletista» —adherente de la presidenta Michelle Bachelet— en la revista Caras, y en 2009 declaró que Chile era admirado gracias a los gobiernos de dicha coalición. En 2010 se sumó a la campaña de segunda vuelta de Eduardo Frei Ruiz-Tagle, candidato de la Concertación para la elección presidencial. Frei destacó que Camiroaga fue un «hombre muy valiente» al expresar lo que pensaba.
Además participó en campañas de la organización ambientalista Greenpeace, pidió abiertamente en pantalla en el Buenos días a todos al ministro del Interior Rodrigo Hinzpeter que el gobierno de centroderecha de Sebastián Piñera —accionista de la mina Dominga, proyecto que sería emplazado en la misma comuna— detuviese la instalación de la central termoeléctrica Barrancones en La Higuera, cercana a la reserva nacional Pingüino de Humboldt (que después fue revertida), y apoyó el movimiento estudiantil generado en Chile durante 2011.

## Filmografía

### Presentador
| Año(s)           | Programa                                             | Canal(es)      |
| ---------------- | ---------------------------------------------------- | -------------- |
| 1988-1989        | Video top                                            | Canal 11       |
| 1990-1991        | Extra jóvenes                                        | Canal 11       |
| 1991             | Matinal 91                                           | Canal 11       |
| 1991             | Premios APES                                         | TVN            |
| 1992, 2005-2011  | Buenos días a todos                                  | TVN            |
| 1992             | La gran apuesta                                      | TVN            |
| 1993             | Festival Internacional de la Canción de Viña del Mar | TVN            |
| 1994, 1998, 2006 | La noche del Mundial                                 | TVN            |
| 1995             | El chapuzón                                          | TVN            |
| 1995             | Premios APES                                         | TVN            |
| 1995-1996        | Motín a bordo                                        | TVN            |
| 1996             | Siempre lo mismo[cita requerida]                     | TVN            |
| 1997             | Contigo en verano                                    | TVN            |
| 1998-2002        | Pase lo que pase                                     | TVN            |
| 1999-2000        | Súper salvaje                                        | TVN            |
| 2002-2003        | Con mucho cariño                                     | TVN            |
| 2002-2003        | La gran sorpresa                                     | TVN            |
| 2003-2004        | Ciudad Gótica                                        | TVN            |
| 2004             | Pasiones                                             | TVN            |
| 2004             | Novios, dulce o condena                              | TVN            |
| 2006-2011        | Animal nocturno                                      | TVN            |
| 2007             | Pelotón                                              | TVN            |
| 2007-2008        | Pelotón II                                           | TVN            |
| 2009-2010        | Festival Internacional de la Canción de Viña del Mar | TVN / Canal 13 |
| 2010             | Halcón y Camaleón                                    | TVN            |

### Locutor radial
| Radio                   | Año       |
| ----------------------- | --------- |
| Radio Galaxia           | 1992-1994 |
| Radio Corazón           | 1999-2001 |
| Radio Amistad y Radio W | 2002-2004 |

### Actor

#### Películas
| Año  | Título                              | Rol      | Director      |
| ---- | ----------------------------------- | -------- | ------------- |
| 2006 | Pretendiendo                        | Pepe     | Claudio Dabed |
| 2012 | Stefan v/s Kramer (estreno póstumo) | Él mismo | Stefan Kramer |

#### Telenovelas
| Año  | Título      | Rol             | Canal |
| ---- | ----------- | --------------- | ----- |
| 1993 | Jaque mate  | Aldo Tapia      | TVN   |
| 1994 | Rojo y miel | Javier Escudero | TVN   |

### Otras apariciones
| Año  | Programa                                             | Rol                | Canal |
| ---- | ---------------------------------------------------- | ------------------ | ----- |
| 1992 | Festival Internacional de la Canción de Viña del Mar | Juez               | TVN   |
| 2005 | El cuento del tío (capítulo «El infarto»)            | Eduardo            | TVN   |
| 2008 | Hijos Del Monte                                      | Cameo              | TVN   |
| 2009 | Los ángeles de Estela                                | Cameo              | TVN   |
| 2011 | Un minuto para ganar                                 | Participante       | TVN   |
| 2011 | Frontera azul                                        | Conductor invitado | TVN   |

## Premios y reconocimientos
- Premio Wikén al Mejor conductor de televisión (2006)
- «Gran Compipa» de los Guachacas (2006).[87]
- Copihue de Oro al mejor animador (2006, 2007, 2008, 2009, 2010 y 2011 [póstumo]).[88]
- Premio APES al mejor conductor (2009).[89]
- Premio APES al mejor personaje, por «Luciano Bello».[26]
- Premio TV Grama al mejor animador (2009).[90]
- Premio TV Grama Especial para Felipe Camiroaga (2011 [póstumo]).[61]
- Copihue de Oro al mejor animador de la década (2021 [póstumo])[91]